# Ribesroest
Ribesroest (Puccinia ribis) is een schimmel behorend tot de familie Pucciniaceae. De schimmel is een endoparasiet van Ribes-soorten. In Nederland is de schimmel uiterst zeldzaam.
Ribesroest produceert alleen kastanjebruine, tweecellige, meestal ellipsoïde tot langwerpige teliosporen met fijne wratten, die 18–40 × 13–22 µm groot zijn. De kleurloze steel is ongeveer even lang als de teliospore. De zwartbruine telia komen alleen aan de onderzijde van het blad voor en zijn lang bedekt. Ze hebben bruinachtige parafysen.

## Verspreiding
Ribesroest komt op het gehele noordelijk halfrond voor.